# دهستان بیهق
بیهق، دهستانی از توابع بخش مرکزی شهرستان ششتمد استان خراسان رضوی ایران است.

## جمعیت
جمعیت این دهستان بر اساس سرشماری سال ۱۳۸۵ جمعیت آن ۷٬۴۱۷ نفر (۲٬۲۳۷ خانوار)
بوده‌است.

## وجه تسمیه بیهق
در خصوص وجه تسمیه شهر بیهق مؤلف تاریخ بیهق اینگونه اظهار نظر می‌کند: «در اشتقاق لفظ بیهق و حدود آن چند قول گفته اند:قول اول آن است که این بیهه است و به زبان پارسی اصلی بیهین بود. یعنی که این ناحیت بهترین نواحی نیشابور است. و قومی گفته اند(که مردی بوده‌است در روزگار بهمن الملک او را بیهه و آنجا که آمنا باد است، دیهی کرده‌است و هنوز اثر آن دیه و حصار آن دیه توان دید.آن را به نام وی خوانده‌اند. چنانکه حسین آباد را به بناکننده آن حسین باز خوانند و حارث آباد را به حارث و معاذآباد را به معاذ. و اول عمارت و بنا که درین ناحیت نهاده‌اند آن است و آن اول قراین ناحیت و انتهای این ناحیت اول عمارت و بنا که در این ناحیت نهاده‌اند آن است و آن اول حد این ناحیت، و انتهای این ناحیت اول حد قومس است و خوار و طابران از ناحیت قومس یا ناحیت بیهق تحویل کرده‌اند. چنانکه در کتاب الثار بیان کند و جاجرم از ناحیت جوین باشد…)